# Beaumont (Kanada)
Beaumont – miasto w Kanadzie, w prowincji Alberta.